# Thelypteris gemmulifera
Thelypteris gemmulifera är en kärrbräkenväxtart som först beskrevs av Georg Hans Emmo Wolfgang Hieronymus, och fick sitt nu gällande namn av Alan Reid Smith. Thelypteris gemmulifera ingår i släktet Thelypteris och familjen Thelypteridaceae. Inga underarter finns listade.